# Siempre
Siempre é o quarto álbum de estúdio do grupo internacional de pop-ópera Il Divo, lançado em 21 de novembro de 2006 nos Estados Unidos e Canadá e em 27 de novembro de 2006 no resto do mundo.
É composto por 11 canções em que contribuíram Steve Mac e Per Magnusson & David Kreuger na produção. As músicas deste álbum incluem novos arranjos de "Nights in White Satin" (originalmente The Moody Blues), "Caruso", "Without You" (que ficou famosa por Harry Nilsson), "Somewhere", "You Raise Me Up", um nova versão da canção "Music" dos anos 1970 renomeada "Musica", alterada pelo compositor britânico original John Miles .
O álbum também conta com uma versão do single de Bryan Adams "Have You Ever Really Loved a Woman?" traduzido para o espanhol como "Un Regalo que te dio la Vida". Este álbum inclui a adaptação em espanhol do famoso músico e compositor mexicano Armando Manzanero de "Una Noche". Este álbum inclui também outras canções originais como "La Vida Sin Amor" ("Life without Love"), e "Come Primavera" ("Like Spring").

## Lista de faixas (lançamento mundial em geral)
1. Nights In White Satin (Notte Di Luce)
2. Caruso
3. Without You (Desde El Dia Que Te Fuiste)
4. Come Primavera
5. Have You Ever Really Loved a Woman? (Un Regalo Que Te Dio La Vida)
6. La Vida Sin Amor
7. Una Noche
8. Por Ti Seré (You Raise Me Up)
9. Tell That To My Heart (Amor Venme A Buscar)
10. Música
11. Bônus Track: Somewhere

## Posição por país
| País                          | Prêmios        | Posição |
| Espanha                       | Tripla Platina | #1      |
| Reino Unido                   | Dupla Platina  | #1      |
| Austrália                     | Dupla Platina  | #2      |
| México                        | Platina        | #1      |
| Eslovênia                     | Platina        | #1      |
| Portugal                      | Platina        | #2      |
| Estados Unidos                | Platina        | #6      |
| Bélgica                       | Ouro           | #2      |
| Nova Zelândia                 | Ouro           | #3      |
| Argentina                     | Ouro           | #8      |
| Países Baixos                 |                | #1      |
| Hong Kong                     |                | #1      |
| Singapura                     |                | #1      |
| Coreia do Sul                 |                | #1      |
| Suíça                         |                | #1      |
| Tailândia                     |                | #1      |
| Canadá                        |                | #2      |
| Finlândia                     |                | #2      |
| Noruega                       |                | #2      |
| Taiwan                        |                | #2      |
| Venezuela                     |                | #2      |
| Irlanda                       |                | #3      |
| Dinamarca                     |                | #4      |
| Suécia                        |                | #4      |
| Japão (Artistas Estrangeiros) |                | #8      |
| Áustria                       |                | #9      |
| Colômbia                      |                | #10     |
| França                        |                | #10     |
| Alemanha                      |                | #22     |
| Itália                        |                | #58     |